# Донки Конг
До́нки Конг (яп. ドンキーコング Донки: Конгу, англ. Donkey Kong) — персонаж видеоигр серии Donkey Kong, созданный Nintendo. Был придуман Сигэру Миямото в 1980 году в качестве антагониста одноимённой игры 1981 года, завоевавшей большую популярность и положившей начало серии, включающей в себя более двадцати игр. В последующих играх серии Донки Конг выступает в качестве протагониста. Он также появляется и в некоторых играх серии Марио, традиционно выступая в роли противника главного героя.

## Донки Конг иМарио
Несмотря на противостояние Донки Конга и Марио, они являются закадычными друзьями и регулярно появляются в совместных играх, в основном спортивных. Они вместе катаются на картах (Super Mario Kart), играют в теннис (Mario Power Tennis), футбол (Mario Strikers Charged Football), бейсбол, баскетбол и т. д. Однако в играх Mario vs. Donkey Kong персонажи предстают врагами.
В серии Mario Party, Донки Конг выступает в качестве положительного антипода Боузера.

## Создание персонажа
В 1981 году Nintendo попыталась приобрести лицензию на создание игры по серии комиксов «Попай». Получив отказ, компания решила создать собственных персонажей, которых можно было бы использовать в будущих играх.
Миямото перебрал множество персонажей и сюжетных линий, но в конце концов остановился на любовном треугольнике «плотник-девушка-горилла», взяв за основу соперничество Попая и Блуто за Олив Ойл.
Миямото заменил Блуто на обезьяну под влиянием сказки о красавице и чудовище и фильма 1933 года «Кинг-Конг».
Желая представить персонажа глупым в глазах американской аудитории, он дал обезьяне имя Донки-Конг, пытаясь выразить словом Донки (англ. donkey — осёл) глупость и упрямство, в то время как Конг должно было вызвать ассоциацию с гориллой.
Предложив это имя в Nintendo of America, он вызвал всеобщий смех, однако имя персонажа прижилось.